# 阿尔莫希亚
阿尔莫希亚，是西班牙安达卢西亚自治区马拉加省的一个市镇。 总面积163平方公里，总人口4201人（2001年），人口密度26人/平方公里。